# ری تاناکا

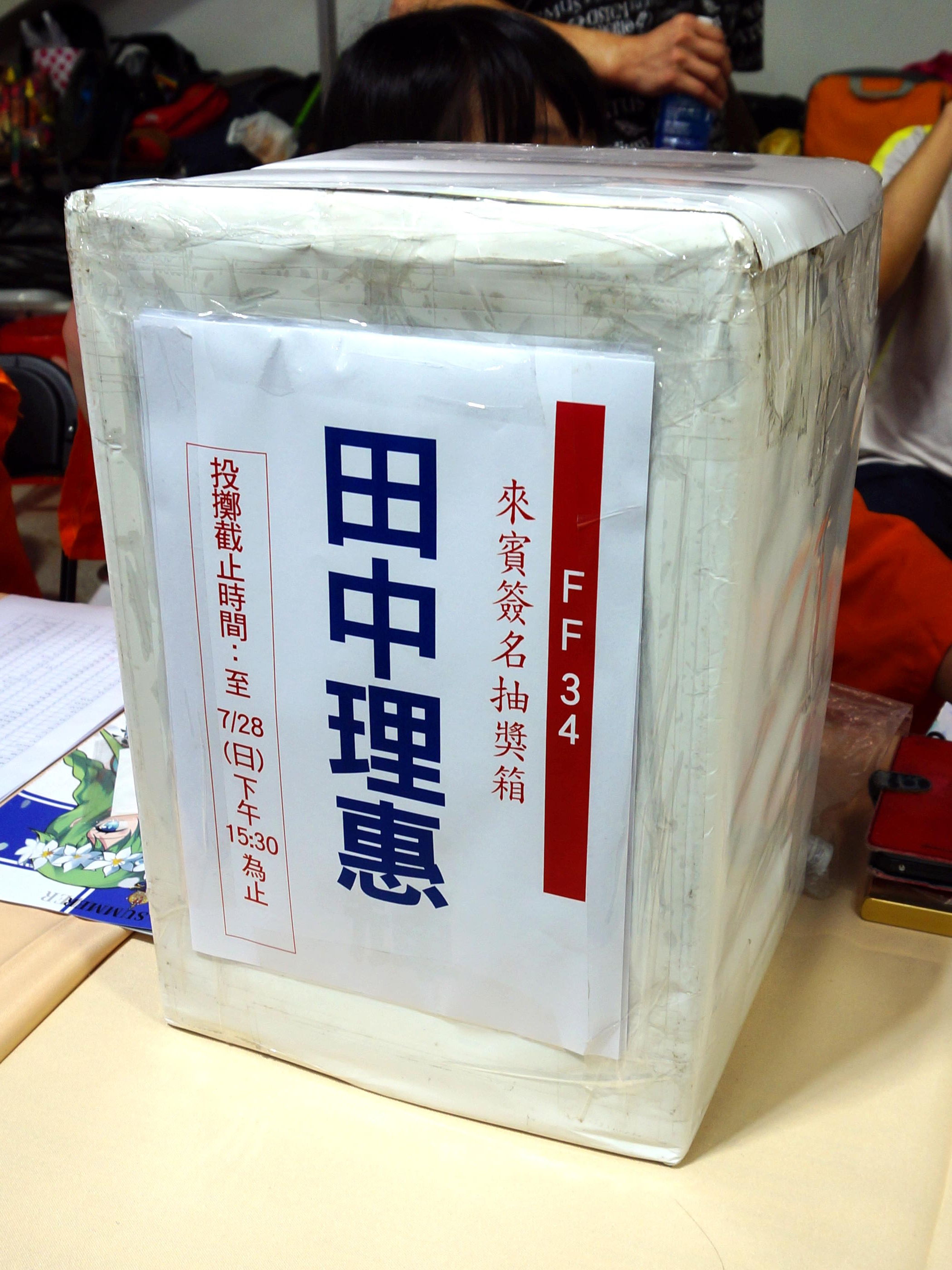
بسته ای که روی آن نام ری تاناکا به ژاپنی (به کانجی/ 田中 理恵) نوشته شده است

ری تاناکا (انگلیسی: Rie Tanaka؛ زادهٔ ۳ ژانویهٔ ۱۹۷۹) موسیقی‌دان اهل ژاپن است. وی از سال ۱۹۹۷ میلادی تاکنون مشغول فعالیت بوده‌است.